# Mistrzostwa Afryki w Zapasach 1984
Mistrzostwa Afryki w zapasach w 1984 roku rozegrano 11 maja 1984 w Aleksandrii w Egipcie.

## Tabela medalowa
Gospodarz zawodów został zaznaczony kolorem.
| Miejsce | Kraj     | Złoto | Srebro | Brąz | Razem |
| 1.      | Egipt    | 10    | 7      | 0    | 17    |
| 2.      | Maroko   | 4     | 3      | 6    | 13    |
| 3.      | Tunezja  | 2     | 2      | 5    | 9     |
| 4.      | Nigeria  | 2     | 1      | 3    | 6     |
| 5.      | Algieria | 1     | 5      | 3    | 9     |
| 6.      | Senegal  | 1     | 2      | 3    | 6     |
| Razem   | Razem    | 20    | 20     | 20   | 60    |

## Wyniki mężczyźni

### styl wolny
| Waga    | Złoto:                       | Srebro:            | Brąz:            |
| 48 kg   | Abd al-Malik al-Awwad        | Gabalah Kamal      | Garba Lame       |
| 52 kg   | Faradż Abd al-Munim Muhammad | Bouhallouche Kecem | Talla Diaw       |
| 57 kg   | Ahmad Husajn                 | Houcine Hchaichi   | Hanine Abdelilah |
| 62 kg   | Usama az-Zanfali             | Elyas Hchaichi     | Austin Atsie     |
| 68 kg   | Husam ad-Din Hamid           | Saïd Admane        | Sa’id as-Sawakin |
| 74 kg   | Selou Olaouane               | Muhammad Hammad    | Rachid Halafi    |
| 82 kg   | Muhammad al-Aszram           | Kally Agogo        | Abdallah Attar   |
| 90 kg   | Macauley Appah               | Zouhair Seghaier   | Amadou Katy Diop |
| 100 kg  | Jabeur Dridi                 | Rida at-Tatawi     | Jamal Lebbardi   |
| +100 kg | Mamadou Sakho                | Habib Cheikh       | Christophe       |

### styl klasyczny
| Waga    | Złoto:                   | Srebro:                          | Brąz:              |
| 48 kg   | Abd al-Malik al-Awwad    | Salah ad-Din Szaban              | Ali Tlili          |
| 52 kg   | Bachir Chikhi            | Imad ad-Din Abd ar-Rahman        | Kasim Bu Allusz    |
| 57 kg   | Ali Laszkar              | Abd al-Latif Chalaf Abd al-Latif | Abdelkader Bahloul |
| 62 kg   | Salim Hilmi Abd an-Na’im | Ibrahim Luksajri                 | Abdelkarim Naamani |
| 68 kg   | Sa’id as-Sawakin         | Szaban Abd al-Wahhab Szaban      | Akli               |
| 74 kg   | Muhammad Tulba           | Abd al-Aziz at-Tahir             | Mounji Boucetta    |
| 82 kg   | Muhammad al-Aszram       | Badou Fatih                      | Abdallah Attar     |
| 90 kg   | Kamal Ibrahim            | Saba Mbaz                        | Zouhair Seghaier   |
| 100 kg  | Jabeur Dridi             | Chamis Abu Samra                 | Bounama Touré      |
| +100 kg | Hasan al-Haddad          | Mamadou Sakho                    | Habib Cheikh       |